# Jungfruburen (album)
Jungfruburen är Två fisk och en fläsks andra studioalbum som utgavs av Nonstop Records år 2000.

## Låtlista
1. Saltarello Iv
2. Källarhjonets Lilla Vän
3. Jungfrun I Buren
4. Lussi Lilla
5. Barnarovet
6. Femton Gånger
7. Herr Olof
8. Lindormen
9. Fortune Plango
10. Linden Bär Löv
11. Meie Din
12. Gift Med Näcken